# ゲノムプロジェクト
ゲノムプロジェクト（英語　Genome Project）とは、DNAシークエンシングによって生物のゲノムの全塩基配列を解読し、タンパク質コード領域やその他のゲノム領域のアノテーションをつけることを目的としたプロジェクトである。当初はヒトをはじめ、マウスや線虫などのモデル生物が主な対象であったが、多くの生物種に対象は拡大している。各国の公的研究機関がチームを組んでプロジェクトを進行させるケースが多いが、イネや小麦などの主要農産物については企業による解読もなされた。
塩基配列情報は重要なものではあるが、それだけでは生物の理解には不十分であり、遺伝子領域や制御領域の認識、それらの役割の解明などを進めていくことが望まれる。これらの研究をポストゲノムと総称する。

## ゲノムアッセンブリング
ゲノムアッセンブリングとは、大量の短いDNA断片の配列を決定し、元となった染色体のDNA配列を構築しようとする過程であり、配列アセンブリングなどとも呼ばれる。ショットガン・シークエンシング法によるプロジェクトでは、サンプルから得られたDNAは断片化されている。これら一つ一つの断片はリードと呼ばれ、シーケンサーにより配列決定される。得られたリードは、バイオインフォマティクス的なアルゴリズムによりオーバーラップする部分を探索しつなぎ合わせていく。
ゲノムアッセンブリングは非常に困難な技術的問題を抱えている。それはマイクロサテライトや、SINEs、LINEsといった繰り返し配列がゲノムには大量に含まれるためである。とりわけ、ゲノムサイズの大きい動植物ではこれらのリピートは数千塩基におよんだり、大量に散在している。
結果として得られるドラフト配列は、コンティグごとにまとめられ、領域ごとの情報とリンクさせるための足場となる。

## ゲノムアノテーション
ゲノムアノテーションとは、配列に生物的な情報を注釈する過程である。

## ゲノムプロジェクトとモデル生物の一覧

### 後生動物 Metazoa
- 節足動物 Arthropoda:
  - ネッタイシマカ（デング熱） Aedes aegypti
  - ヒトスジシマカ Aedes albopictus
  - Aedes triseriatus
  - マダニ Amblyomma americanum
  - ハマダラカ (マラリア) Anopheles gambiae: 2002年10月
  - ミツバチ Apis mellifera ligustica
  - カイコ Bombyx mori:2004年2月29日
  - アカイエカ Culex pipiens
  - キイロショウジョウバエ Drosophila melanogaster：BDGP, Celera, 2000年3月24日
  - ツェツェバエ （トリパノソーマ） Glossina morsitans
  - キョウソヤドリコバチ Nasonia vitripennis
- 脊索動物 Chordata:               
  - ウシ Bos taurus: 進行中
  - イヌ Canis familiaris
  - ウマ Equus caballus: 進行中
  - ネコ Felis catus: 進行中
  - ヒト Homo sapiens
  - マウス Mus musculus:
  - チンパンジー Pan troglodytes
  - ラット Rattus norvegicus：2004年4月1日
  - イノシシ、ブタ Sus scrofa
  - ニワトリ Gallus gallus
  - アフリカツメガエル Xenopus laevis
  - ネッタイツメガエル Xenopus tropicalis
  - メダカ Oryzias latipes: 700 Mbp, NIG、東京大学, 2007年
  - ゼブラフィッシュ Danio rerio: 進行中
  - トラフグ Fugu rubripes: 365 Mbp
  - ミドリフグ Tetraodon nigroviridis
  - カタユウレイボヤ Ciona intestinalis
- 線形動物 Nematoda:               
  - マレー糸状虫（フィラリア） Brugia malayi
  - Caenorhabditis briggsae
  - Caenorhabditis elegans: 100.274 Mbp, サンガーセンター、ワシントン大学, 1998年
- 吸虫 Trematoda:         
  - 日本住血吸虫 Schistosoma japonicum
  - マンソン住血吸虫 Schistosoma mansoni

### 植物 Plantae
- シロイヌナズナ Arabidopsis thaliana
- トマト Lycopersicon esculentum
- タルウマゴヤシ Medicago truncatula
- イネ Oryza sativa
- ミヤコグサ Lotus japonicus
- ポプラ Populus trichocarpa
- ブドウ Vitis vinifera: 467.5 Mbp, フランス＆イタリア, 2007年

### 菌類 Fungi
- 子嚢菌 Ascomycota:
  - アスペルギルス（コウジカビ類）Aspergillus fumigatus
  - アスペルギルス・ニデュランス Aspergillus nidulans
  - アスペルギルス Aspergillus parasiticus
  - アスペルギルス Aspergillus terreus
  - カンジダ Candida albicans
  - カンジダ Candida glabrata CBS138
  - Debaryomyces hansenii
  - Fusarium sporotrichioides
  - イネバカナエ菌病菌 Gibberella zeae PH-1
  - Kluyveromyces lactis
  - アカパンカビ Neurospora crassa
  - ニューモシスチス・カリニ（カリニ肺炎） Pneumocystis carinii
  - 出芽酵母 Saccharomyces cerevisiae
  - 分裂酵母 Schizosaccharomyces pombe
  - Yarrowia lipolytica
- 担子菌 Basidiomycota:
  - クリプトコッカス Cryptococcus neoformans
  - Phanerochaete chrysosporium
- 微胞子虫 Microsporidia:
  - Encephalitozoon cuniculi

### 原生生物
- アピコンプレックス門 Apicomplexa[1]:
  - 牛バベシア Babesia bovis
  - 鶏盲腸コクシジウム Eimeria tenella
  - 小形クリプトスポリジウム Cryptosporidium parvum
  - ヒトクリプトスポリジウム Cryptosporidium hominis TU502
  - ネズミマラリア原虫 Plasmodium berghei
  - Plasmodium chabaudi
  - 熱帯熱マラリア原虫（マラリア） Plasmodium falciparum
  - カニクイザルマラリア原虫 Plasmodium knowlesi
  - 三日熱マラリア原虫（マラリア） Plasmodium vivax
  - ヨーエリマラリア原虫 Plasmodium yoelii
  - 熱帯ピロプラズマ病タイレリア Theileria annulata
  - 東沿岸熱タイレリア Theileria parva
  - トキソプラズマ Toxoplasma gondii
- Bacillariophyta（珪藻）:
  - Thalassiosira pseudonana
- Cryptophyta（クリプト藻）:
  - Guillardia theta
- Dictyosteliida:
  - Dictyostelium discoideum
- Diplomonadida:
  - ランブル鞭毛虫 Giardia lamblia
- Entamoebidae:
  - 赤痢アメーバ Entamoeba histolytica
- Heterokontophyta（不等毛藻）
  - シオミドロ Ectocarpus siliculosus 2010年6月
- Rhodophyta（紅藻）:
  - スサビノリ Pyropia yezoensis
  - シアニディオシゾン Cyanidioschyzon merolae
- Kinetoplastida:               
  - リーシュマニア（カラアザール） Leishmania major
  - ガンビアトリパノソーマ（アフリカ睡眠病） Trypanosoma brucei
  - クルーズトリパノソーマ（シャーガス病） Trypanosoma cruzi

### 細菌
2008年10月現在、細菌では780の菌株のゲノム解読が終了している。

### 古細菌
2008年10月現在、古細菌では53の菌株のゲノム解読が終了している。3ドメインの中では最も解読数が少ないが、発見種も少ないため解読された割合自体は最も高い。ほぼ全ての目に渡って解読種が存在する。

### 細胞内小器官
葉緑体やミトコンドリアもそれぞれ独自にゲノムを持っており、これらについてのゲノムプロジェクトも進行している。

### ウイルス
ウイルスは宿主の遺伝子に依存しているためゲノムサイズが小さい。2008年10月現在、ウイルスでは2700種のゲノム解読が終了している。

### メタゲノム
メタゲノム解析は単一菌種の分離・培養過程を経ずに、微生物の集団から直接そのゲノムDNAを調製し、そのヘテロなゲノムDNAをそのままシークエンシングする。そのため、メタゲノム解析により従来の方法では困難であった難培養菌のゲノム情報が入手可能となった。